# Ángel Arocha
Ángel Arocha Guillén (* 23. Juni 1907 in Granadilla de Abona, Teneriffa; † 2. September 1938 in Balaguer) war ein spanischer Fußballer.

## Karriere
Arochas Spielerlaufbahn begann bei CD Teneriffa im Jahre 1924, von dort wechselte er 1926 zum FC Barcelona. Mit Barcelona gewann er 1928 den spanischen Pokal und im Jahre 1929 die erste ausgetragene spanische Meisterschaft. Er erzielte in dieser ersten Saison 1928/29 vier Tore in sieben Spielen. Arochas Trefferquote in der spanischen Liga für den FC Barcelona liegt mit 82 % sehr hoch. In der Saison 1930/31 machte Arocha in 15 Spielen (16 Tore) insgesamt drei Dreierpacks. Zwei davon gegen den Rivalen von Espanyol, beim 6:2-Erfolg im Hinspiel und beim 4:4-Unentschieden im Rückspiel. Auch in der Saison 1932/33 erzielte Arocha mehr Tore, als er Spiele bestritt. Er traf in dieser Saison 11 Mal (davon vier Doppelpacks) in 10 Spielen.
Nach dieser Saison verließ er Barcelona und schloss sich Athletic Aviación Club, dem heutigen Atlético Madrid, an. Dort konnte er nicht an die Erfolge bei Barcelona anknüpfen und erzielte in seinen drei Jahren bei Athletic fünf Ligatore in 20 Spielen.
Für die spanische Nationalmannschaft machte Arocha 1931 zwei Länderspiele gegen Irland, in denen er auch 2 Mal traf.
1938 starb er im Alter von 31 Jahren während des Spanischen Bürgerkriegs an der Front von Balaguer.

## Erfolge
- Spanischer Meister: 1929
- Copa del Rey: 1928